# هراس (فیلم ۲۰۱۳)
«هراس» (انگلیسی: Phobia (2013 film)) فیلمی در ژانر ترسناک است که در سال ۲۰۱۳ منتشر شد.